# NGC 5776
NGC 5776 је спирална галаксија у сазвежђу Девица која се налази на NGC листи објеката дубоког неба.
Деклинација објекта је + 2° 58' 1" а ректасцензија 14h 54m 32,7s. Привидна величина (магнитуда) објекта NGC 5776 износи 14,1 а фотографска магнитуда 14,9. NGC 5776 је још познат и под ознакама MCG 1-38-18, CGCG 48-67, NPM1G +03.0456, PGC 53289.